# Косково (Рыбинский район)
Косково — деревня Огарковского сельского поселения Рыбинского района Ярославской области.
Деревня расположена на правом берегу реки Нахта, выше по течению центра сельского поселения Огарково. Огарково и Косково в настоящее время единственные населённые пункты на берегах Нахты. Примерно в 4 км выше Косково имеется урочище Ладыгино, указывающее на место исчезнувшей деревни. Деревня располагается в лесной местности, сельскохозяйственные угодья имеются только вокруг деревени.
На 1 января 2007 года в деревне числилось 3 постоянных жителя. Почтовое отделение, расположенное  в деревне Милюшино, обслуживает в деревне Косково 9 домов .